# تنها خدا حق دارد بیدارم کند
تنها خدا حق دارد بیدارم کند نمایشنامه‌ای از محمد چرمشیر است که بر اساس داستان اسکار و خانم صورتی از اریک امانوئل اشمیت نگاشته شده است.

## داستان
این نمایش قصه برخورد یک پرستار (مامان صورتی) با اسکار نوجوان در آخرین لحظات زندگی اوست. اسکار به‌دلیل بیماری سرطان در بیمارستان بستری است و پرستار سعی دارد با تغییر ذهنیت، باور و ایمان او مرگ را برایش آسان کند. آنچه که تمام ذهن و روان اسکار را به تسخیر خود درآورده مسئله مرگ است.

## اجراها
تنها خدا حق دارد بیدارم کند در سال ۲۰۰۶، با کارگردانی مشترک محمد عاقبتی و جلیله هیبتان در «جشنواره گلوبن فرایبورگ» آلمان به‌روی صحنه رفته است.
این نمایش در شهرهای مختلف به‌روی صحنه رفته است:
- ۱۳۹۶، کارگردان: محسن عمادی، خمینی‌شهر[۳]
- ۱۳۹۶، کارگردان: محمد عاقبتی، رشت (تماشاخانه هامون)[۴][۵]
- ۱۳۹۶، کارگردان: شاهین رمضانپور، تماشاخانه سه نقطه[۶]
- ۱۴۰۲، کارگردان: عسل نائینی‌نژاد (نمایشنامه‌خوانی)، سمنان[۷]